# جوني بيرن (لاعب كرة قدم)
جوني بيرن (بالإنجليزية: Jonny Burn)‏ هو لاعب كرة قدم بريطاني، ولد في 1 أغسطس 1995 في دارلينغتون في المملكة المتحدة. لعب مع أولدهام أثلتيك ودارلينجتون إف سى ونادي بريستول روفيرز ونادي كيلمارنوك ونادي ميدلزبره ونادي يورك سيتي.

## وصلات خارجية
- جوني بيرن على موقع قاعدة بيانات كرة القدم.إي يو (الإنجليزية)
- جوني بيرن على موقع Soccerbase.com (لاعب) (الإنجليزية)
- جوني بيرن على موقع Soccerway.com (الإنجليزية)